# Lóðurr
Lóðurr é um deus e irmão de Odin na mitologia nórdica. No poema da Edda Poética Völuspá lhe é atribuído o papel de animar os primeiros humanos, mas fora isso quase nunca é mencionado e permanece obscuro. Estudiosos o identificaram de várias maneiras com Loki, Vili, Vé e Freyr, mas o consenso não foi alcançado em nenhuma teoria.